# Capitulació de Toledo

Governacions espanyoles a Amèrica del Sud en 1529.

La Capitulació de Toledo és un document legal emès el 26 de juliol de 1529 per Carles V pel qual es concedia a Pizarro el permís per colonitzar i poblar la provincia del Perú o Governació de Nova Castella, des de Tempulla o Santiago, a la costa de l'actual Equador fins a Chincha, que Pizarro i Almagro havien explorat.
El 1528 Francisco Pizarro va viatjar a la Corona de Castella portant llames, roba, objectes d'or i plata, i altres coses per a mostrar al sobirà espanyol. A Sevilla el seu parent, el conqueridor Hernán Cortés, el va posar en contacte amb Carles V a qui va informar dels seus plans obtenint acceptació immediata. Francisco Pizarro finalment va acabar negociant amb el Consell d'Índies, del qual n'era president el Comte d'Osorno. Aquestes negociacions es van travar perquè segons sembla, Pizarro va sol·licitar la governació del Perú per a ell i per a Diego de Almagro, fet al qual el Comte d'Osorno es va oposar per l'experiència de Santa Marta, on dos conquistadors que havien ocupat el mateix càrrec s'havien enemistat i un d'ells havia acabat assassinat a l'altre. Per això Pizarro va acabar acceptant la governació per a ell desplaçant a Diego de Almagro. Acabada la negociació amb el Consell d'Índies Francisco Pizarro i l'emperador Carles V acordaren la Capitulació de Toledo, que s'acabà signant el 26 de juliol de 1529.
Amb aquesta capitulació Pizarro aconseguí la plena autorització per prosseguir la conquesta així com a Governador, Capità General, Adelantado i Agutzil Major de la Nova Castella. Extensió de la seva governació 200 llegües (1.110 km) al sud del poble de Santiago, Equador (aproximadament fins a l'actual Chincha), amb un sou de 725 mil maravedís a l'any. Diego de Almagro fou nomenat governador de la fortalesa de Tumbes hidalgo, amb un sou de cent mil ducats, Bartolomé Ruiz obtingué el càrrec de Pilot Major del Sud, Pere de Candia obtingué el càrrec Cap d'Artilleria, i els tretze cavallers de l'illa del Gall obtingueren el títol de Gentilhomes